# 貝圖夫縣

54°8′N 17°30′E / 54.133°N 17.500°E
貝圖夫縣（波蘭語：Powiat bytowski），是波蘭的縣份，位於該國北部，由濱海省負責管轄，首府設於貝圖夫，面積2,193平方公里，2006年人口75,313，人口密度每平方公里34人。